# Jaime Bateman Cayón
Jaime Alfonso Bateman Cayón (Santa Marta, 23 de abril de 1940-Comarca Guna Yala, Panamá, 28 de abril de 1983), alias "El Flaco" o "Comandante Pablo", fue un guerrillero colombiano.
Fue inicialmente miembro de la guerrilla de las Fuerzas Armadas Revolucionarias de Colombia (FARC) y posterior cofundador de la guerrilla urbana del Movimiento 19 de abril (M-19) de la cual fue su principal cabecilla hasta su muerte en un accidente aéreo en las selvas del Darién panameño.

## Biografía

### Orígenes
Nació en Santa Marta, el 23 de abril de 1940, segundo hijo de Carlos Manuel Bateman De Andréis y Clementina Cayón Ebratt. Matilde era la hija mayor y Carlos el menor. Jaime Bateman creció en un ambiente de movimientos sociales; su madre fue militante del Movimiento Revolucionario Liberal, grupo político disidente del Partido Liberal Colombiano, fundado por Alfonso López Michelsen, y que le hizo oposición al liberalismo oficial durante el Frente Nacional. Bateman fue criado por su padrastro Jorge Olarte Blanco y vivió cerca de las instalaciones de la United Fruit Company. A los ocho años, Bateman fue atropellado por un autobús en Barranquilla, a donde la familia se había trasladado por motivos laborales de su padrastro. En dicho accidente resultó fracturada su pierna izquierda, la cual casi pierde por un mal procedimiento médico. Siempre vivió con el defecto de la pierna y con la amenaza de perderla. Como terapia practicaba la natación. A pesar de su cojera de infancia, se caracterizó por su carácter festivo.

### Afiliación al comunismo
A los 16 años conoció al novio de su hermana Matilde, Carlos Romero, quien acababa de llegar de Argentina, donde había sido militante activo del Partido Comunista Argentino durante la presidencia de Juan Domingo Perón. Romero influyó en Bateman y lo convenció de ingresar a las Juventudes Comunistas (JUCO) y de formar el primer grupo de comunistas del departamento del Magdalena.
En 1957, cuando era estudiante del Liceo Celedón, estallaron en Colombia huelgas civiles para protestar contra la dictadura de Gustavo Rojas Pinilla. Las huelgas fueron organizadas por los dos principales partidos políticos colombianos, el Liberal y el Conservador. Bateman participó en las marchas y se convirtió en activista estudiantil.  Por esa época, otra de sus influencias fue la del entonces sacerdote católico Camilo Torres Restrepo.
Se mudó a Bogotá en 1958 cuando Carlos Romero y su hermana se casaron. En Bogotá estudió en el Colegio Panamericano y participó en la JUCO. En 1963 fue arrestado durante un mes por distribuir propaganda subversiva y luego fue apresado nuevamente por participar en una protesta relacionada con el alto costo de la vida. Se convirtió en secretario político del Secretariado Nacional de Jóvenes Comunistas y en 1963 participó como delegado de la organización en el decimosexto Congreso del Komsomol en Moscú, donde recibió un curso de Ciencia Política.

### Militancia en las FARC
Bateman fue miembro de las Fuerzas Armadas Revolucionarias de Colombia, donde fue secretario de Manuel Marulanda Vélez, y recibió influencias de Ciro Trujillo y Jacobo Arenas. En esta guerrilla tenía la tarea de instruir a los guerrilleros en la ideología marxista-leninista. Bateman es expulsado (junto a Luis Otero Cifuentes y Yamel Riaño) aparentemente por contrariar las ideas de las FARC-EP, dado que insistían en llevar la guerra a la ciudad, donde estuviera la masa urbana, y por contradicciones con la organización.

### Fundación del Movimiento 19 de abril (M-19)
Proveniente de las FARC-EP y luego de diversas acusaciones de fraude en las elecciones presidenciales del 19 de abril de 1970, donde el candidato de la Alianza Nacional Popular (Anapo) Gustavo Rojas Pinilla perdió con el candidato oficialista del Frente Nacional Misael Pastrana. Lo cual causaría la formación de un grupo llamado Comuneros integrado por miembros de la Anapo socialista, exguerrilleros y miembros de otros proyectos de izquierda o alternativos como Carlos Toledo Plata, Yamel Riaño, Luis Otero Cifuentes, Afranio Parra Guzmán, Germán Rojas Niño, Iván Marino Ospina, Arjaid Artunduaga, Álvaro Fayad, Vera Grabe Loewenherz y María Eugenia Vásquez, entre otros, fundaron en 1973 el Movimiento 19 de abril (M-19), del cual Bateman fue su comandante hasta el día de su muerte.
Bateman propuso la necesidad de crear un movimiento nacionalista y bolivariano. Para ello tomó varios elementos de la cultura del Caribe, como la canción vallenata La Ley del Embudo, compuesta por el compositor guajiro Hernando Marín Lacouture, e interpretada por Emilio Oviedo y Beto Zabaleta. Bateman propuso que la canción fuera considerada himno del movimiento. La canción habla de los problemas sociales que enfrentaba el país, y de la incapacidad de los políticos para resolverlos.

### Comandante del M-19

#### Robo de la espada de Bolívar
Para darle publicidad al M-19, el movimiento desplegó una campaña publicitaria en El Tiempo con anuncios clasificados, con los que llamaron la atención de la ciudadanía ya que parecían el lanzamiento de un producto farmacéutico y no el surgimiento de una guerrilla urbana nacionalista. Esto como antesala al robo de la espada de Bolívar, en enero de 1974, (ideado por Bateman), dando a conocer el surgimiento del M-19 en  Colombia. Esta guerrilla realizaba robos de camiones de leche para repartirla en barrios populares.

#### Secuestro y asesinato de José Raquel Mercado
El 15 de febrero de 1976, el M-19 realizó el secuestro y fue asesinado el 19 de abril de 1976 en Bogotá, el líder sindical de a Confederación de Trabajadores de Colombia: José Raquel Mercado acusado de "traición a la patria, a la clase obrera y de enemigo del pueblo".

Declaración sobre la muerte de José Raquel Mercado:
«La decisión de ajusticiarlo la sometimos al veredicto popular. La gente escribió en las calles sí; escribió no; la CTC hizo una gran campaña de carteles para que no lo fusiláramos; los sindicatos discutieron el asunto; algunos miembros de la CTC dijeron incluso, públicamente, que a Mercado había que ajusticiarlo... Él estaba entregado totalmente al imperialismo. En el interrogatorio que le hicimos reconoció que trabajaba para los norteamericanos, que recibía de ellos cuantiosos cheques. Nosotros editamos quinientos mil ejemplares de un folleto en el que presentábamos las pruebas en su contra»."
Jaime Bateman

#### Secuestro de Hugo Ferreira Neira
El 19 de agosto de 1977, el M-19 realiza secuestro del industrial, exministro de agricultura y gerente de Indupalma Hugo Ferreira Neira, para presionar las negociaciones con el sindicato de esa empresa en el Sur del Cesar, tras obtener sus pretensiones fue liberado en una iglesia el 14 de septiembre día del Paro Cívico Nacional. 

#### Robo de armas del Cantón Norte
El M-19 realiza el robo de armas del Cantón Norte (5000 armas al Ejército Nacional, incluido el fúsil del padre Camilo Torres Restrepo) el 1 de enero de 1979 (que ocasiona la implantación con más fuerza del Estatuto de seguridad y políticas más represivas por el gobierno colombiano).

#### Toma de la Embajada de la República Dominicana
En respuesta al encarcelamiento de la mayoría de sus miembros el M-19 realiza la toma de la embajada de la República Dominicana el 27 de febrero al 25 de abril de 1980.

#### Toma de Mocoa
En marzo de 1981, Bateman dirige la toma de Mocoa (Putumayo) la primera a una capital de la entonces Intendencia del Putumayo.

#### Ataque a la Casa de Nariño
El M-19 realiza ataque a la Casa de Nariño con morteros el 20 de julio de 1981.

#### Hundimiento del Buque Karina y secuestro del avión de Aeropesca
Los intentos  del M-19 por introducir armas al país como la operación que llevaría al hundimiento del buque Karina y el secuestro y aterrizaje del avión de Aeropesca en el río Orteguaza (Caquetá) .

#### Secuestro de Marta Nieves Ochoa
El M-19 realiza el secuestro de Marta Nieves Ochoa en 1981, hermana de los hermanos Ochoa del Cartel de Medellín,además del intento de secuestro de Carlos Lehder del mismo cartel lo que ocasiona la creación del Muerte A Secuestradores (MAS). También realiza la retención de periodistas para enviar comunicados, el secuestro de aviones, entre otras acciones.

#### Candidatura presidencial
En 1981, Bateman exigió ser incluido en la boleta de las elecciones presidenciales de 1982, pero el presidente Julio César Turbay rechazó la propuesta. Bateman amenazó con interrumpir las elecciones, lo que llevó al gobierno a enviar tropas a las ciudades durante las elecciones.

## Muerte

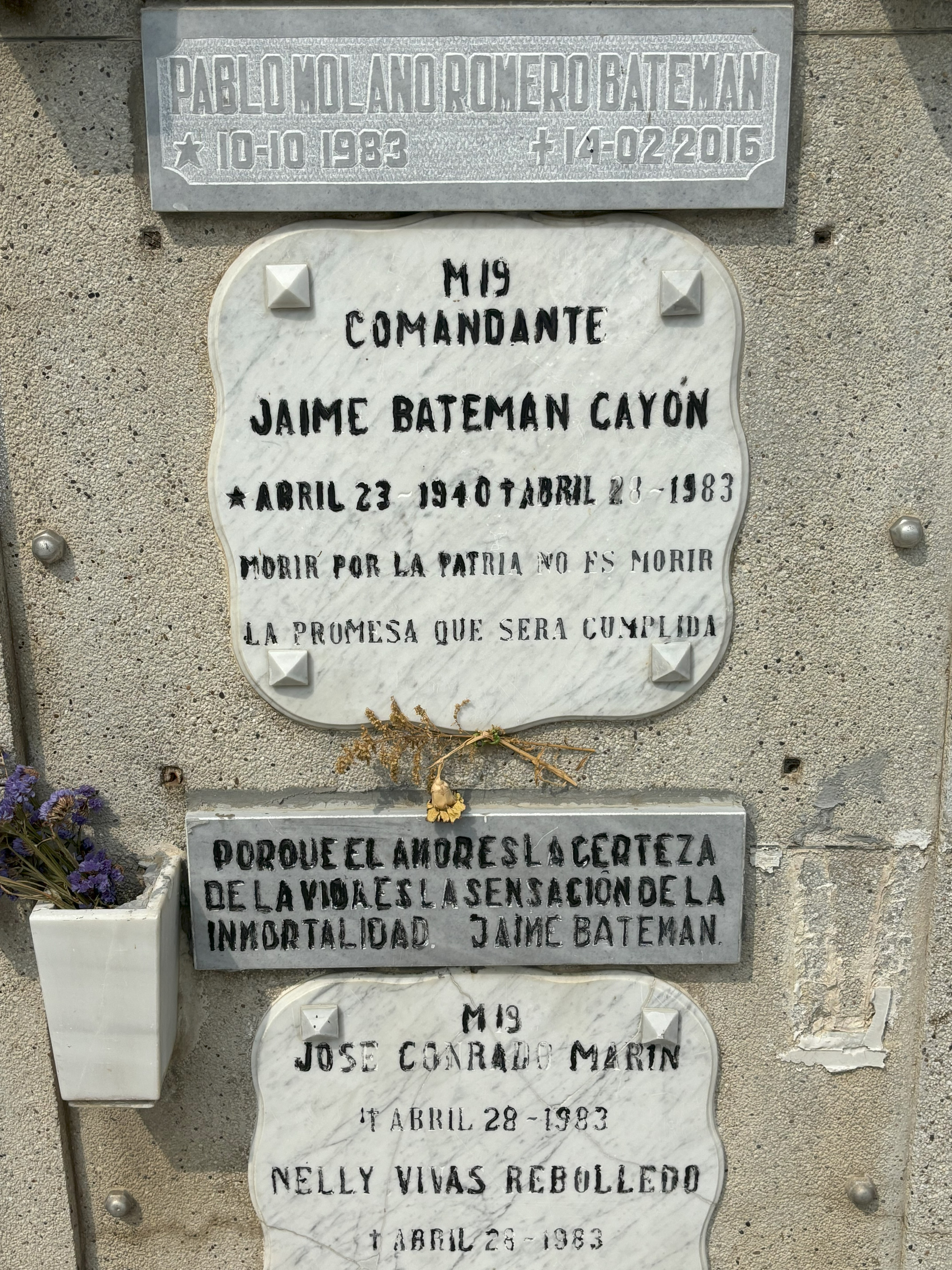
Tumba de Bateman Cayón en el Cementerio San Miguel de Santa Marta.

Jaime Bateman murió el 28 de abril de 1983 en un accidente aéreo cuando volaba de Santa Marta a Panamá. Lo acompañaban el político conservador Antonio Escobar Bravo, quien piloteaba una avioneta monomotor Piper PA-28 Cherokee con matrícula colombiana HK 2139P, y los guerrilleros Nelly Vivas y Conrado Marín. Dicha aeronave despegó a las 7:45 de la mañana del aeropuerto internacional Simón Bolívar de Santa Marta y su destino final era el aeropuerto civil de Paitilla, Panamá. Los cuerpos estuvieron desaparecidos por nueve meses hasta que fueron hallados en las estribaciones del monte Kitankuntiki de la comarca panameña de San Blas por indígenas kunas. Los restos de Bateman fueron sepultados en el cementerio San Miguel de Santa Marta el 21 de febrero de 1984, en medio de una multitud sin precedentes. Gabriel García Márquez escribió un reportaje sobre su muerte (el primero después de la obtención del Premio Nobel de Literatura en 1982).
Su muerte provocó que la comandancia general del M-19 fuera asumida por su mano derecha Iván Marino Ospina, quien fue reemplazado a su vez por Álvaro Fayad poco antes de su asesinato en 1985. Fayad fue asesinado en 1986 y la comandancia fue asumida por Carlos Pizarro Leongómez, también asesinado tras la dejación de armas en 1990.

## Menciones
En la Universidad Pedagógica, la Universidad Distrital Francisco José de Caldas y Universidad Nacional de Colombia, entre otras instituciones educativas públicas colombianas, y en Santa Marta, se encuentran placas alusivas a Jaime Bateman Cayón, murales y banderas elaboradas por los movimientos estudiantiles de estas instituciones. Sus ideas han sido rememoradas por movimientos de izquierda radical y progresistas como la Colombia humana de Gustavo Petro. Un barrio en Ipiales (Nariño) lleva su nombre.
Su nombre fue usado por otras organizaciones guerrilleras posteriores al M-19, como disidencias del grupo posteriores a la dejación de armas en 1990, en especial el Movimiento Jaime Bateman Cayón, un frente del Ejército de Liberación Nacional (ELN) y movimientos clandestinos.

### Cancionero
- Bate Bateman de Juvenal Herrera.
- El Flaco Jaime de Julián Conrado.
- Jaime Bateman del rapero colombiano Naimad B.
- Jaime Bateman de la banda de punk LCD (La Colombia Decadente)
- El grupo de Rock Mecánica Nacional dedicó su álbum Oiga Hermano de 1990 a Bateman.[52]